# Spiliphera gracilicauda
Spiliphera gracilicauda är en rundmaskart som beskrevs av De Man 1893. Spiliphera gracilicauda ingår i släktet Spiliphera och familjen Chromadoridae.

## Underarter
Arten delas in i följande underarter:
- S. g. gracilicauda
- S. g. breviseta
- S. g. dolichura